# Fred Smallbone
Fred Smallbone, né le 22 janvier 1948, est un rameur d'aviron britannique. 

## Carrière
Fred Smallbone participe aux Jeux olympiques de 1976 à Montréal et remporte la médaille d'argent avec le huit  britannique composé de John Yallop, Timothy Crooks, Richard Lester, David Maxwell, James Clark, Hugh Matheson, Leonard Robertson et Patrick Sweeney.